# 福岡海の中道大橋飲酒運転事故

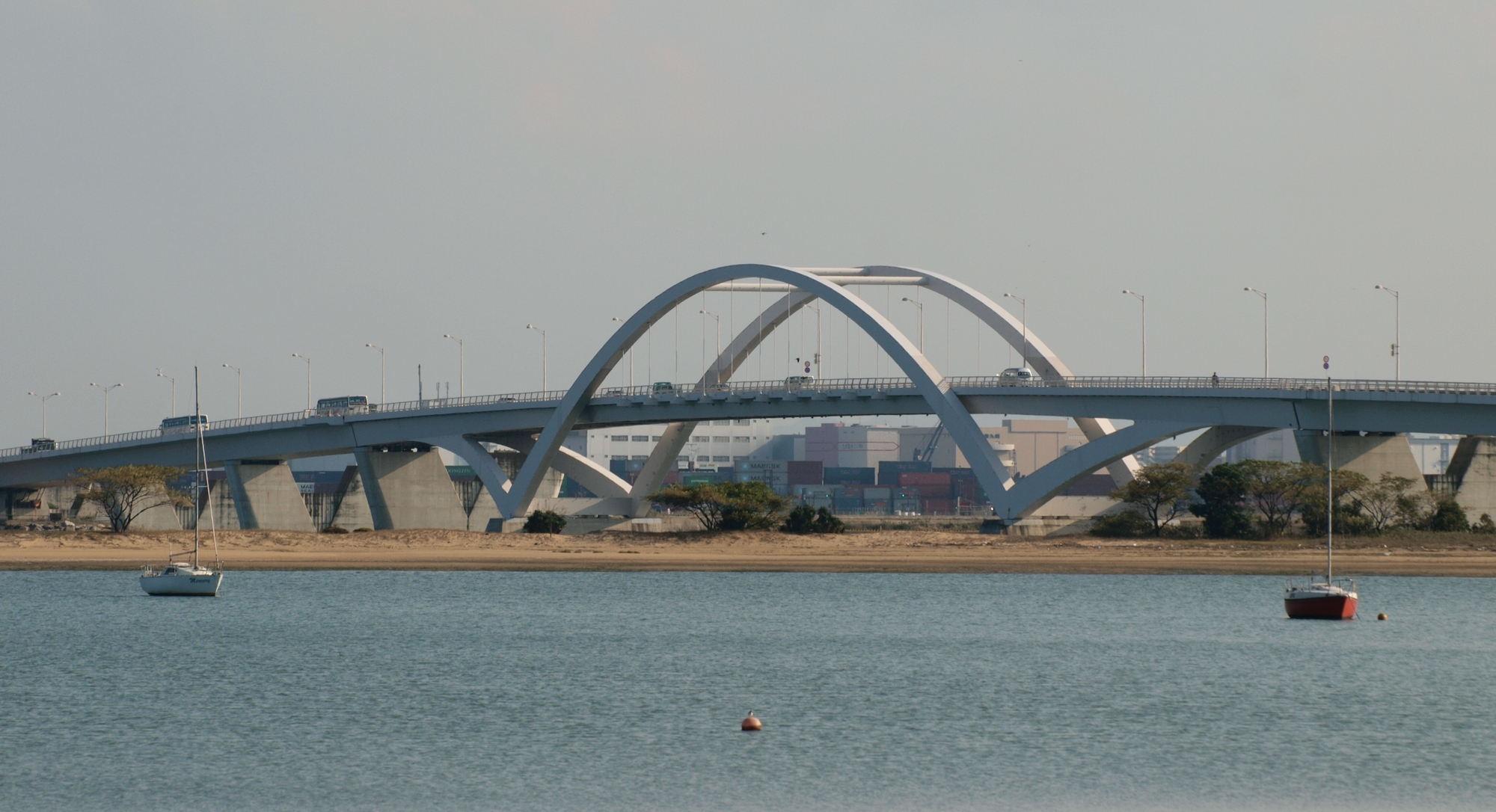
事故現場となった海の中道大橋

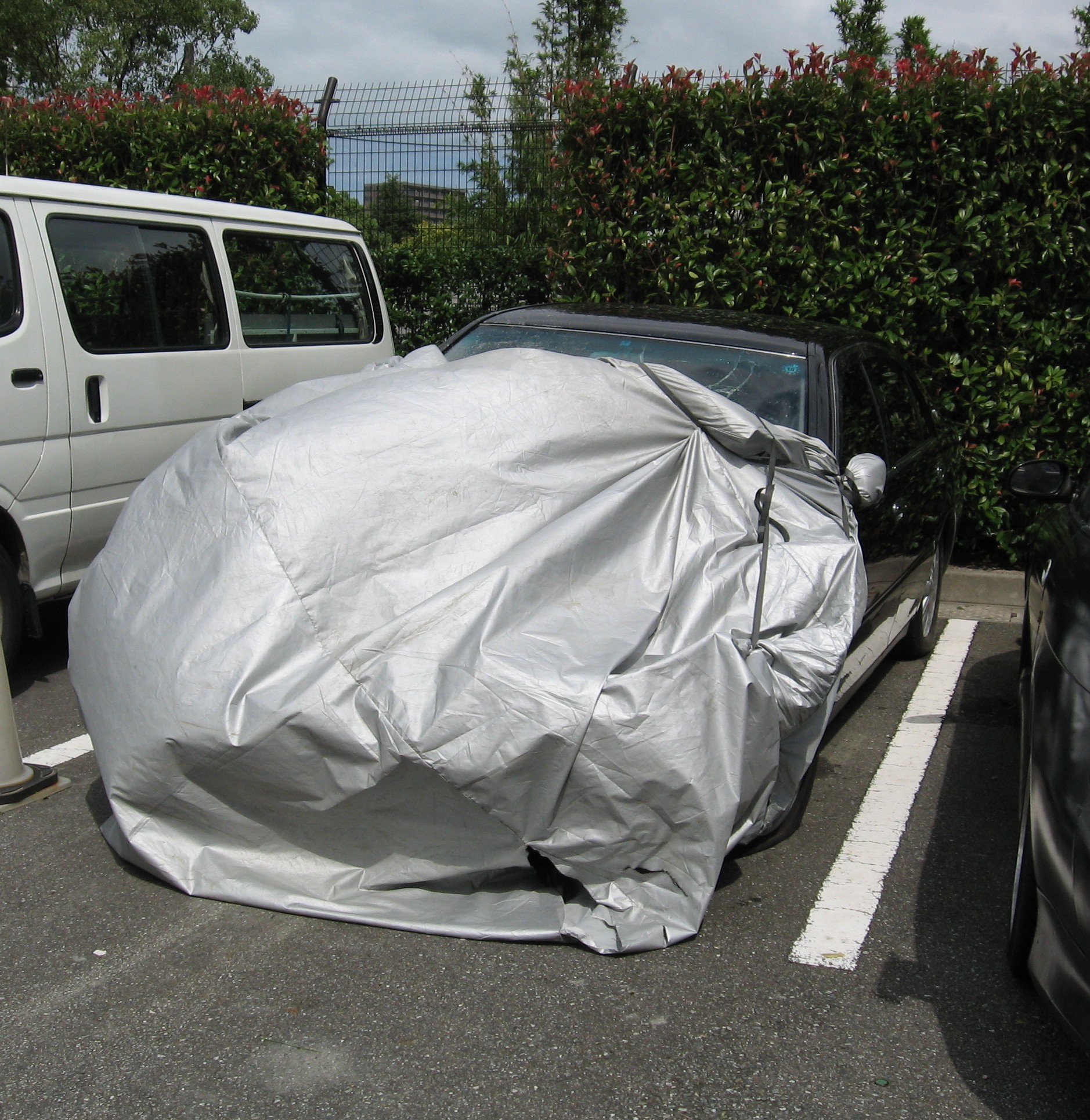
事故の加害車両（福岡県警東警察署）

福岡海の中道大橋飲酒運転事故（ふくおかうみのなかみちおおはしいんしゅうんてんじこ）は、2006年（平成18年）8月25日に福岡市東区の海の中道大橋で、市内在住の会社員の乗用車が、飲酒運転をしていた当時福岡市職員の男（当時22歳）の乗用車に追突され博多湾に転落し、会社員の車に同乗していた3児が死亡した事故。
加害者に対して危険運転致死傷罪が適用されるかが争点になったが、危険運転致死傷罪と道路交通法違反を併合した懲役20年の刑が最高裁にて確定した。

## 概要

### 事故概要
加害者で福岡市職員の男A（当時22歳、福岡市西部動物管理センター勤務）は、2003年（平成15年）2月に普通自動車運転免許を取得して以降、本件事故を起こすまでの間に自動車運転に関する交通違反歴4件を有していたが、前科はなかった。
加害者Aは事故当日の2006年8月25日、自宅で夕食時に飲酒したほか、友人らと居酒屋・スナックで飲酒を重ね、相当酒に酔った状態で自車（3代目トヨタ・クラウンマジェスタ）を運転して友人を自宅まで送った。その後、福岡市の中心部へナンパに行くため友人1名を同乗させて自車を運転し、22時48分ごろに「海の中道大橋」（制限速度：50km/h）上を約100km/hで走行し、前方を走行中の一家5人（33歳男性と29歳妻・夫婦の子供3人）が乗車する普通乗用自動車（初代トヨタ・ランドクルーザープラド）に追突し、一家5人を死傷させた（危険運転致死傷罪）。
追突された被害者側乗用車はいわゆるカンガルーバーと呼ばれる特殊なバンパーを装備しており、車道左の段差（約15cm）を乗り越え、歩道（幅約4m）を横切り、欄干（高さ約1m・金属製）を突き破って橋から約15m下の博多湾に転落・水没した。この結果、被害者夫婦の長男（当時4歳）・次男（当時3歳）・長女（当時1歳）の計3人が溺れて死亡した。また車外に脱出した会社員・妻も全治
約3週間を要する全身擦過傷などの傷害を負った。
対向車線を走っていたタクシー運転手らが事故を目撃・通報した一方、加害者Aは「飲酒運転で事故を起こしたことが発覚すれば失職する」と考えたためにそのまま現場から逃走し、救護・報告義務を怠った（道路交通法違反）。しかし事故現場から300m先で走行不能となり停止し、事故を警察署に報告することなく携帯電話で友人に電話をかけ、まず飲酒運転の発覚を免れるために「自分の身代わりになってほしい」と依頼したが断られたため「水を持ってきてほしい」と頼んだ。そして友人が2Lのペットボトル入りの水を持ってくると、うち1L弱を飲んだ。その上で友人から勧められて本件事故現場に戻り、事故発生から約50分後に飲酒検知に応じ、翌26日朝に逮捕された。その後、福岡地方検察庁は2006年9月16日に被告人Aを危険運転致死傷罪・道路交通法の救護義務違反（ひき逃げ）で福岡地方裁判所へ起訴した。
福岡市は被告人を分限免職としたが、この処分に対し福岡市には900件を超える苦情があり、8月28日に山崎広太郎市長が陳謝した。山崎市長は「飲酒運転は厳罰」を表明。2006年9月15日付で被告人を懲戒免職とした。事故後にAに大量の水を飲ませ飲酒運転を隠蔽した22歳の大学生Bが証拠隠滅容疑で、飲酒運転と知りながら同乗した32歳の会社員Cが道路交通法違反（飲酒運転幇助）の容疑で逮捕されたがB・Cとも不起訴となった。

## 刑事裁判
刑事裁判で検察官は「被告人Aは事故前に飲酒した居酒屋・スナックで『酔っている』などと発言したほか、警察官5人による飲酒の再現実験などから事故当時は相当酩酊し、前方注視・運転操作が極めて困難な状態だったことが認められる。被告人Aの『事故原因は脇見運転』という主張は信用性に乏しい」と主張した一方、被告人Aの弁護人は「飲酒運転による運転への影響はまったくなく、途中で極めて狭い道をこすったりすることもない正常な運転で、脇見運転による事故だ」と主張した。結局、第一審・福岡地裁 (2008) は「事故原因は脇見運転」と認定した一方、控訴審・福岡高裁 (2009) は「飲酒により体内に入ったアルコールにより、正常な運転が困難な状態で運転して事故を起こした」と認定した。
また弁護人は「被害車両を運転していた被害者男性は事故当時、深い居眠りをしており意識を失っていた。それがなければ海上転落はあり得ず、物損事故で済んだ可能性が高い」と主張したが、これに対し「断じて居眠り運転していた事実はない。責任転嫁だ」と非難したほか、検察官も「『被害者が居眠り運転していた』という主張は証拠がなく、非常識極まりない詭弁だ」と主張した。この点について第一審・福岡地裁 (2008) は「被害車両に居眠り運転を推測させる動きはなく、目撃者も『事故直前の被害車両の動きに異常はなかった』などと証言している。被害者側の『事故の衝撃で頭部を強打して脳震盪を起こし、意識を失った』という供述は客観的事実に照らして信用できる」として弁護人の主張を退けた。

### 第一審
2007年（平成19年）11月6日に福岡地方裁判所（川口宰護裁判長）で論告求刑公判が開かれ、福岡地方検察庁の検察官は被告人Aに懲役25年（処断刑の最高刑）を求刑した。
第一審の公判は2007年11月20日の公判で結審し、同日に行われた最終弁論で弁護人は「事故は脇見が原因で全くの偶然。業務上過失致死傷罪を適用して短期刑を選択し、執行猶予にすべき」と主張した。また弁護人は「懲役25年の求刑は市民の処罰感情を煽る異常な求刑。被告人Aは事故から約40分後に自首しており、量刑を減軽すべき」と主張した。結審後の2007年12月18日、福岡地裁は福岡地検に対し業務上過失致死傷罪・道交法違反（酒気帯び運転）を訴因に追加するよう命令した。これを受け福岡地検は「命令に応じなければ、3人が死亡した重大事故でありながら被告人が危険運転致死傷罪について無罪になる可能性がある」と判断し、判決言い渡し前に再開された弁論で改めて業務上過失致死傷罪を予備的訴因として追加する変更手続きを行った。
2008年（平成20年）1月8日に第一審判決公判が開かれ、福岡地裁第3刑事部（川口宰護裁判長）は業務上過失致死傷罪（最高刑：懲役5年）＋道路交通法違反（酒気帯び運転、ひき逃げ）を適用して懲役7年6か月の判決を言い渡した。福岡地裁は「事故は脇見運転によるもので『酒酔いの程度が正常な運転を困難にするほど大きかった』と認定することはできない」として危険運転致死傷罪（最高刑：懲役20年）の成立を認めず、予備的訴因として追加された業務上過失致死傷罪を適用したが、量刑理由で「結果の重大性・事件の悪質性を考慮すれば刑の上限をもって臨むのが相当」として業務上過失致死傷罪による法定刑上限を適用した。福岡地方検察庁・被告人Aの双方とも量刑を不服として福岡高等裁判所へ控訴した。
結果の重大さに落とし前がつくと被告人には厳しい目が向けれていた中でのこの判決に長嶺超輝は「川口裁判長は『おかしな非常識判事』として、一時は世論からサンドバッグのごとくボコボコに叩かれていました。（中略）川口裁判長ら3名の担当裁判官は、国民が託した『厳罰への期待』を裏切ったわけでしょう」としている。
初公判で、「悔やんでも悔やみきれません」「まっ黒な海の中でたくさんの水を飲み、苦しみながら亡くなった子どもたちのことを思うと、どうお詫びして良いか、言葉が見つかりません」「私にできることを誠心誠意行い、償っていきたい」と涙ながらに反省と償いの言葉を口にしたにもかかわらず、判決を不服として控訴した被告人に批判が続出した。
長嶺は刑法208条の2第1項前段の「アルコールの影響により正常な運転が困難な状態」がはっきりとした条文ではなく、そのような罪を積極的に適用することはできず、刑法の謙抑性から裁判官が判断したとみられ、やむを得ず業務上過失致死傷罪を適用してひき逃げの罪と併合してできるだけ重罰にしたのは法曹家としての葛藤があり、被害者と遺族の心情を代弁しているのは高い共感力があるとした。しかし、業務上過失致死傷罪では犯罪被害者給付金の対象外で、この判決は謙抑性が過剰であり、速度制限を30-50キロ超過させていたのを異常とまではいえないと言い切ったことはいただけず、裁判員制度開始を前にして速度超過するときもあるだろうと一般人の感覚で人の行為を過信していたのか、一般道で何キロ出せば異常なのか疑問で、「正常な運転が困難な状態」が「アルコールの影響」といえなければ危険運転ではないが、判決理由では呂律が回っていなくても一応しっかり運転しているように見えるならアルコールの影響はなく、それなら普段から乱暴な運転している人が飲酒して正常な運転をしていてもアルコールの影響はないと逆転現象が起きると指摘している。

### 上訴審
控訴審初公判は2008年9月3日に福岡高裁で開かれ、第2回公判（2008年11月12日）で同高裁（陶山博生裁判長）は検察官が「事故原因は第一審が認定した脇見運転ではなく、飲酒によるものだ」とする証拠として提出した動画を証拠採用した。
2009年（平成21年）1月30日の第4回公判で検察官が最終弁論を行い、改めて「事故原因は飲酒による極度の酩酊」と主張して第一審判決の破棄を求めた一方、弁護人は第5回公判（2009年2月27日）に最終弁論で「被害者の居眠り運転も原因」と主張して刑の軽減を求めた。
2009年5月15日に控訴審判決公判が開かれ、福岡高裁第3刑事部（陶山博生裁判長）は第一審判決を破棄して危険運転致死傷罪・道路交通法違反の成立を認定し、懲役20年の判決を言い渡した。被告人Aは同日中に最高裁判所へ上告した。
最高裁第三小法廷（寺田逸郎裁判長）は2011年10月31日付で上告を棄却する決定をした。5人中4人の裁判官が危険運転致死傷罪が成立すると判断したが、田原睦夫（弁護士出身）は「危険運転致死傷罪は成立しない」と反対意見を示した。
2016年春時点で加害者Aは西日本の刑務所に収監されている。

## 民事訴訟
一方、被害者家族がAと同乗者4人に対し約3億5,000万円の損害賠償を求めていた民事訴訟は、2012年10月17日に福岡地裁で和解が成立した。請求よりも減額されたがA側が主張していた過失相殺を認めず、AとAの父親側が謝罪して損害金を支払い、同乗していた2人も見舞金を支払うことで合意した（金額は明らかにされず）。

## 事故の影響
市幹部の処分（役職はすべて当時のもの）
山崎福岡市長は9月26日、自身の10月分の給料を20%減額すると発表した。また、Aが勤務していた動物管理センターを統括する保健福祉局の担当者として、中元弘利副市長も10月分給料の10%を自主的に返上することを表明した。また、9月29日には、保健福祉局長が10月分給料を10%減給、生活衛生部長・動物管理センター所長・人事部長が文書訓戒、総務企画局局長が戒告、西部動物管理センター所長が厳重注意という処分内容を発表する。
祭りイベント
Aが福岡市職員であったことから、2007年以降、学校関係施設を中心にアルコール飲料の販売を中止した。
飲酒運転の社会問題化
この事件を契機に、飲酒運転関連事件・事故などが重大な社会問題となり、マスメディアも特集した（事故10年後の2016年にはNHK福岡放送局が「ロクいち!福岡」中で「Keepゼロキャンペーン」を展開）。危険運転致死傷罪を逃れようとする隠蔽工作や、ひき逃げも問題視された。危険運転致死傷罪の立件が困難なことから「逃げ得」になっていると批判された。「逃げ得」解消を図るために、2007年の道路交通法改正により、飲酒運転とひき逃げの罰則が強化された。
教則本に記載
運転免許証更新時に配布される教則本「自動車を運転される皆様へ 安全運転BOOK」の32頁に、東名高速飲酒運転事故と共に本事故が飲酒運転の悲惨例として取り上げられている。

## 映像化
- 日本を変えた!あの重大事件の新事実〜衝撃事件の現場に知られざるヒーローがいた〜（TBSテレビ、2019年12月9日[43]）